# 顶生委陵菜
顶生委陵菜（学名：Potentilla gelida），即耐寒委陵菜，是蔷薇科委陵菜属的植物。分布于亚洲北部至喜马拉雅山一带、广布于欧洲以及中国大陆的新疆等地，生长于海拔2,200米至4,800米的地区，多生在岩石缝中、谷坡草地、河谷阶地及沼泽边。

## 异名
- Potentilla gelida C. A. Mey. var. sericea Yu et Li